# Pelomus secundus
Pelomus secundus är en tvåvingeart som beskrevs av Reiss 1990. Pelomus secundus ingår i släktet Pelomus och familjen fjädermyggor. Inga underarter finns listade i Catalogue of Life.